# 武林有侠气
《武林有俠氣》（英語：Wulin Heroes），由祝東寧執導，該劇改編自白澤的小說《武林有嬌氣》，由李宏毅、黃日瑩、朱贊錦、張欣顏領銜主演。于2023年1月29日在优酷首播，台灣OTT由LINE TV、LiTV 線上影視、MyVideo同步跟播上架。

## 播出時間
| 頻道          | 所在地   | 播映日期      | 播出時間 | 備註                                                                                 |
| ------------- | -------- | ------------- | -------- | ------------------------------------------------------------------------------------ |
| 優酷          | 中国     | 2023年1月29日 | 18:00    | VIP會員首更4集，之後每週一至週三更新2集。 非會員首更1集，之後每週一至週四免費看1集。 |
| Line TV       | 中華民國 | 2023年1月29日 | 18:00    | VIP會員每週一至週三更新2集。 非會員每週一至週四免費看1集。                           |
| LiTV 線上影視 | 中華民國 | 2023年1月31日 | 22:00    | VIP會員每週一至週三更新2集。 非會員每週二至週五免費看1集。                           |

## 演員列表

### 主要人物
| 演員   | 角色         | 介紹 | 配音   |
| 李宏毅 | 白岳         | 楓華谷谷主。精通醫術與劍術，因長年以身試藥故需以人蔘入藥調理身體；因緣際會下，救了人蔘小仙葉兮卻導致受傷吐血昏倒，葉兮以其鬚根反救受傷與中毒的白岳，一人一蔘因此結下不解的"孽"緣。 | 張福正 |
| 黃日瑩 | 葉兮／王鐵栓 | 葉兮 人蔘小仙。於長留山下修練千年後化為人身。一身俠義、闖蕩江湖，卻總被最親近與信任的人背叛，終至身亡。然白岳查閱典籍知其蔘可深埋於土中治療並恢復身體，但卻會失去往昔的所有記憶。之後白岳找到復活的葉兮，即使知道她已忘記往昔兩人相遇的所有記憶，卻仍默默守護在她的身邊（並三不五時幫葉兮收拾＂爛攤子＂）。 王鐵栓 葉兮於五年後，自亂葬崗再次的重新復活，於溫泉沐浴時，巧遇白岳，白岳替她隨便亂取的名字。 | 徐佳琦 |
| 江鵬   | 唐楊         | 唐門少門主，五年前曾欺騙俠義善良的葉兮，讓葉兮助其奪取墨門的暴雨梨花針，之後又欺騙墨門大小姐墨柔去指證葉兮的惡行，讓葉兮成為武林公敵、人人喊打喊殺的妖女；而後滅了墨門，奪取暴雨梨花針，並殺害自己的身父成為新一任門主；最後用淬了相思淚之毒的暴雨梨花針於大雨中殺死葉兮。 | 赫銘   |
| 王新喬 | 蒼楠         | 太子。個性軟弱怕事。 |        |
| 朱贊錦 | 蒼岐         | 攝政王。喜歡葉兮。曾在備受欺凌並有輕生念頭的時候被葉兮多次出手相救；後滅了懦弱無能的前太子蒼楠而成為攝政王。偏執的追求多次救她的葉兮，希望葉兮能成為他的王妃一直永遠陪伴在他身邊。 | 錢文青 |
| 張欣顏 | 林瀟瀟       | 武林副盟主之女。喜歡白岳。個性直爽率直，喜歡葉兮的豪氣，多次助白岳與葉兮躲避＂敵人＂的追殺。 |        |
| 漆培鑫 | 唐桓         | 唐門十長老。表面裝得楚楚可憐，實則心機深沉、手段毒辣，不惜利用葉兮的善良個性，為其奪取唐門門主之位，並假借喜歡葉兮，於大婚之際下毒讓葉兮當眾被武林人士重傷以奪取暴雨梨花針。 | 吳韜   |
| 孫皓   | 灰叔         | 打理楓華谷上上下下所有事物，同時兼具照顧楓華谷白岳的生活起居；為人爽朗，看出白岳喜歡葉兮，每每替葉兮出一堆餿主意接近並討白岳歡欣（雖然每次都以失敗收場，但卻拉近了兩人之間的關係）；在每次葉兮死而復生、失去記憶的時候，常常會明示、暗示地將白岳生活的點點滴滴告訴葉兮，希望葉兮能體會並回憶起過往曾經經歷過的記憶。                                                                                      |        |
| 李星辰 | 楚曜         | 白鷺城巨富。曾被白岳救治，雖然常被白岳整，卻認定白岳為自己的好兄弟，並多次幫助白岳度過難關。 |        |

## 電視原聲帶

### 中國大陸
| 《武林有俠氣》電視劇原聲帶 | 《武林有俠氣》電視劇原聲帶 | 《武林有俠氣》電視劇原聲帶 | 《武林有俠氣》電視劇原聲帶 | 《武林有俠氣》電視劇原聲帶 | 《武林有俠氣》電視劇原聲帶 |
| 曲序                       | 曲目                       |                            | 作曲                       | 编曲                       | 演唱                       |
| -------------------------- | -------------------------- | -------------------------- | -------------------------- | -------------------------- | -------------------------- |
| 1.                         | 武林小精靈（主题曲）       | 楊孟魚                     | 梁文灝                     | 梁文灝                     | 很美味                     |
| 2.                         | 守候（片尾曲）             | 楊孟魚                     | 梁文灝                     | James Yeo @KennC Music     | 李宏毅                     |
| 3.                         | 雙影（插曲）               | 鄧舒月                     | 鄧舒月                     | 周富堅                     | 葉炫清                     |
| 4.                         | 白月晚霞（插曲）           | 李揚                       | Clean                      | 小冷                       | 很美味                     |
| 5.                         | 離人語（插曲）             | 趙素冰、王楊曦             | 姜海威、蘆全瑞             | James Yeo @KennC Music     | 夏瀚宇                     |
| 6.                         | 紅線（插曲）               | 高瑩                       | 高瑩                       | 姚書寰                     | 汪睿                       |